# Astrologie maya
 (décembre 2010).
Si vous disposez d'ouvrages ou d'articles de référence ou si vous connaissez des sites web de qualité traitant du thème abordé ici, merci de compléter l'article en donnant les références utiles à sa vérifiabilité et en les liant à la section « Notes et références ».
Comme nombre d'astrologies dans le monde, l'astrologie maya  s'est développée, ainsi que le calendrier et l'astronomie des Mayas, à partir d'un désir de maîtriser les événements et le futur. Bien que de nombreuses traces de cette astrologie aient été effacées ou détruites, les manuscrits mayas de Chilam Balam rapportent divers éléments de cette astrologie dont plusieurs sont assez proches des conceptions de l'astrologie occidentale. Certaines recherches semblent démontrer l'importance des calculs astrologiques pour déterminer les « périodes favorables », en particulier par la « coïncidence » entre certains phénomènes astronomiques et des événements historiques de la civilisation maya
.

## La vision du monde mésoaméricaine: théories des «niveaux du ciel»
Les mayas concevaient un univers quadripartite avec une couleur spécifique pour chacun des points cardinaux, des plantes, des animaux et même des dieux pour nommer les étoiles ou constellations.

### L’arbre universel
L’arbre universel, autour duquel tout s’organise est un fromager, arbre du genre Ceiba. Il s’agirait d’un usage de la cosmologie à fonction idéologique : la déification du ahaw au travers de ses ancêtres sacrés se fait par l’intermédiaire de l’association entre son lignage et l’arbre sacré, le fromager. Ainsi l’arbre sacré fait le lien entre les différents éléments du cosmos.

### Le symbole de la croix
En Mésoamérique, avec ses quatre bras étendus, la croix délimite quatre secteurs cosmiques, qui sont en même temps les quatre coins de la terre. Dès l’époque olmèque ils sont représentés, par exemple sur le « calendrier lunaire » de Tamtoc.

### Les astres

#### Lesoleil
Le soleil disparaissant à l’horizon tous les soirs, on pense en mésoamérique qu’il s’enterre à son coucher. Il passe dans le monde souterrain et réapparait à l’est le lendemain. On peut imaginer que le soleil ne réapparaisse pas. Ainsi le monde invisible est source d’angoisse.
Le soleil se manifeste sous ses deux aspects : diurne et nocturne.

#### Lalune
Na uh’, la lune- la face de la lune étant représentée par un lapin, ou par l’image d’une femme tissant sur son métier (la déesse de la lune).
On sait que certaines communautés maya utilisent encore aujourd’hui différentes positions de la main pour indiquer les phases lunaires.
Vénus, planète du destin / chak ek, l’étoile rouge.
C'était l'étoile qui présidait au déclenchement de la guerre, période sous l'influence maléfique de Vénus.

#### Lesconstellations
Ah Tzab sont les Pléiades. Le mouvement de la constellation des pléiades était assimilé au mouvement de la « sonnette » du crotale. En effet, tzab signifie les grelots du crotale, mais c’est également le nom des Pléiades. Mais ce mot de tzab pour les Pléiades n’est attesté qu’au XVIe siècle. Le Chilam Balam de Chumayel mentionne la divinité itzam na, itzam tzab : le dieu Itzamna porte des signes astraux sur son corps. Les Pléiades portent aussi le nom de Motz : « les choses qui vont ensemble » symbolisées par plusieurs pécaris portant plusieurs glyphes d’étoile. (Cf. fresques de Bonampak.)
Dans le Popol Vuh, il est dit que le règne de Vucub Caquix (l’aigle harpie du ciel) se termine quand son fils Zipacna, qui « jongle avec des volcans » vient à bout des « 400 jeunes gens » (très nombreux) et les extermine. Ces derniers sont dits être alors entrés dans le groupe d’étoiles dit Motz.

#### La symbolique des trois pierres
Ox tun nal : le lieu, l’endroit des trois premières pierres. Ce sont les trois pierres du foyer, mais aussi sans doute un groupe d'étoiles ainsi désigné.

## Vêtements traditionnels
La tunique Huipil pouvait être ornée de motifs en forme de diamant, figurant le cosmos, le ciel, la terre et l’inframonde au centre de chaque plan. Les quatre coins du monde sont supposés être le champ des Vashakmen, marqué des couleurs rouge, noir, jaune et blanc.